# 에너지 관리
에너지 관리는 에너지 생산과 에너지 소비의 계획과 운영을 내포한다. 목적은 이용자가 자신들이 필요한 에너지에 영구적으로 접근하는 한편 자원 보전, 기후 보호, 비용 절약을 달성하는 것이다.

## 에너지 자원과 그 수급
에너지 자원은 석탄류·신탄·석유류·천연가스·원자력·지력·조력·풍력·태양열(이상 1차 에너지원이라고도 한다) 등으로 분류된다. 이 중 석탄류가 전통적인 에너지원이었으나 석유류의 등장 이후 일부 업종을 제외하면 산업계에서는 석유류와 전력(2차 에너지원)이 그 자리를 대체했다.
한국의 에너지 수급구조를 돌아보면, 1960년대 초반까지의 석탄·석유 순위에서 중반 이후 석유·석탄의 주유종탄 구조로 전환되었고, 1970년대 후반까지의 화력·수력 구조의 전력공급 구조는 1977년 시작된 원자력 발전에서 1980년대 초 화력·원자력 구조로 바뀐 이래 1987년에는 원자력·화력의 구조로 변화하였다.
산업의 확대·발전에 따라 에너지의 소비가 증가하고 그 구조도 근대화된다는 것은 바람직한 현상이나 석탄을 제외하면 100% 수입에 의존하고 있는 한국의 실정을 감안할 때 대체·영구에너지원의 개발·확보와 국민적 절약풍토가 절실히 요구되고 있다. 특히 1970년대 1·2차 에너지 파동과 1980년대 중동지역의 분쟁사태에 따른 석유공급의 불안정성을 추소할 때, 한국경제·기업경영의 취약성을 실감할 수 있을 것이다. 원자력발전도 시설비용·공해문제 등을 감안할 때 문제소지가 많다.

## 에너지원의 선택과 수송관리
에너지원의 선택은 설비의 열효율·매연방지·안전성·가격 등의 측면에서 선택되어야 한다. 이는 소비 주체의 입장에서 본 선택기준이며, 국민경제적 입장에서는 에너지 공급의 주체성 확보, 에너지 수입에 따른 외환부담률의 경감, 대체 에너지의 개발과 파급효과에 따라 에너지 정책을 수립하게 된다.
1차 에너지수송은 양 및 품질의 검사·저장·운반·관련시설의 관리 및 누설방지가 중요하다. 최근은 수송기술의 발달로 전용선박의 대형화와, 철도수송 대신 파이프 라인에 의한 수송으로 전환되고 있다. 전력의 수송은 고압송전·송배전선(送配電線)의 증가 등에 의하여 송전손실에 감소시키고 있다.
증기·온수·열풍 등 2차 에너지의 수송 또는 분배는 보온장치, 배관의 크기, 배관의 가설 법 등 배관관리가 가장 중요하다.

### 연소와 가열의 관리
연소의 조건
열효율을 높이기 위한 연소의 관리는 연료공급·연소온도 유지·공기공급·연소시간·연소용적·발생가스의 제거·연소재의 제거 등이 필요하다. 이러한 연소의 관리는 연소의 목적에 따라 연소방법이 서로 다르므로, 목적하는 바의 연소효과를 올리기 위하여 컴퓨터에 의한 자동제어가 이용되기도 한다.

#### 가열의 관리
일반적으로 가열방법은 대상물을 직접 가열하는 경우와 간접적으로 가열하는 방법이 있다. 가열에 있어서 중요사항은 화염의 길이·온도·시간을 비롯하여 가스의 성분과 형상, 가열 대상물의 성분과 형상, 가스의 흐름방향, 노(爐)의 내부압력, 가열실(加熱室)의 구조 등이다.

### 에너지의 효율적 이용
에너지의 사용효율을 높이기 위하여 사용목적에 따라 생산·수송·사용·설비·재료 등의 종합적인 관리가 필요하다. 열관리의 강화·기술혁신·에너지 전환에 의해 열효율은 뚜렷한 향상을 올릴 수 있는데 사용효율의 적합성 여부는 단위당 연료비나 소비량으로 평가된다.
| 〔표 1〕 환경조건과 만족도(항공기 및 버스) (괄호 안은 버스) |                           |                  |                 |               |                |       |                             |                 |                 |       |               |
| 제한상태                                                    | 110°F [30°F] (150ET)      | (15%)            | (120db) (120db) | 0.5″ (0.5″)   | 5% (10%)       | 0.03% | 5ft3/min 3 〃               | 100 ft/min      |                 | 6000m | 1.0G (14ft/S) |
| 경계상태                                                    | 75°F [65°F] (75ET) (63ET) | (20%) (30%, 70%) | 85db (65db)     | 0.08″ (0.09″) | 0.5% (3%)      | 0.01% | 13ft3/min 15 〃             | 200 ft/min      |                 | 3000m | 0.1G (10ft/S) |
| 양호상태                                                    | (71ET) [66ET]             | 30??70%          | (45db)          | (0.008″)      | 0.1% (0.03%)   | 0%    | 20ft3/min 20 〃 (15??45fpm) | 100 ft/min      | ±10ft           | 0     | 0             |
| 최적상태                                                    |                           | 30??70%          | 0               | 0             | 0.03% (공기중) | 0%    | 20 [(15??40 fpm)]           | 0               | 0               | 0     | 0             |
| 환경요소                                                    | 온도(한냉)                | 습도             | 소음            | 진동          | CO2            | CO    | 환기「기류」                | 점진적 기압변화 | 급격한 기압변화 | 해발  | 가속도        |

#### 콤비나트
원료, 부산물의 상호 활용, 에너지의 효율적 이용, 작업능률의 향상과 공해방지의 측면에서 콤비나트나 공업의 단지화가 시도된다. 철강업·석유화학 공업은 콤비나트의 대표적인 예이다.

#### 배열의 회수
배열에는 ① 연료의 제조에 의한 부산물, ② 열설비에서 방출되는 열량, ③ 수송중 누설되는 열량, ④ 반응에 의한 열 등이 있다. 이 배열(排熱)은 공장 안에서나 콤비나트의 형태로서 회수되기도 한다. 배열의 회수에는 ① 회수열의 가치와 이용도, ② 회수방법과 효율, ③ 회수시설에의 투자금액과 회수시간, ④ 회수시설의 공정, ⑤ 회수시설이 다른 작업에 미치는 영향, ⑥ 배열(排熱)의 성분과 형상에 대한 검토가 필요하다.

### 공해방지 대책
대기오염의 억제를 위하여는 우선 에너지원의 선택, 연소관리, 설비개선에 의한 분진이나 유해물질의 발생을 억제해야 한다. 제2차적 대책은 집진(集塵)장치·가스제거장치와 공장의 굴뚝을 높게 하는 확산법, 유황성분을 제거하는 탈황법(脫黃法)이 채용되어야 한다.

### 법정공해
환경관계법령은 공해의 종류와 그 기준을 법정하여 방지시설의 의무화 및 벌칙을 규정하고 있는데 환경처가 있음에도 불구하고 주무부장관이 환경처·내무부·보건사회부장관으로 다원화되어 있어 효율성을 기대하기 어렵다.
환경보전법에서는 거주환경·대기·토양·수질을 오염시키는 오염물질·공해로 가스·입자상물질·분진·매연·검댕·악취·폐수·소음·진동과 사람의 건강·재산이나 농수산물 등의 생육에 직간접으로 위해를 줄 우려가 있는 물질을 특정유해물질로 규정하고 있다. 폐기물관리법에서는 사업활동에 수반하여 발생하는 오염·잔재물·폐유·폐산·폐알칼리·폐고무·폐합성수지 등 동규칙에서 정하는 폐기물을 산업폐기물로 규정하여 일반폐기물(사람의 일상생활에 수반하여 발생하는 쓰레기·분뇨 등)과 구별하고 있다.

## 같이 보기
- 전원 관리